# Tom Aherne
Thomas Aherne, detto Tom o Tommy (Limerick, 26 gennaio 1919 – Luton, 30 dicembre 1999), è stato un calciatore irlandese, di ruolo difensore.

## Carriera
Esordisce in Nazionale il 16 giugno 1946 in Portogallo-Irlanda (3-1).

## Palmarès

### Club

#### Competizioni nazionali
- Campionato nordirlandese: 1

Belfast Celtic: 1947-1948
- City Cup: 2

Belfast Celtic: 1947-1948, 1948-1949
- Dublin and Belfast Inter-City Cup: 1

Belfast Celtic: 1947-1948